# 魔法少女まどか☆マギカの漫画作品
魔法少女まどか☆マギカの漫画作品（まほうしょうじょまどかマギカのまんがさくひん）ではテレビアニメ『魔法少女まどか☆マギカ』を原作・原案とし、芳文社より発行されている漫画作品について述べる。

## 概要
芳文社（まんがタイムKRコミックス）より、本編のコミカライズ版と外伝2作が順次発表され、テレビアニメの人気と共に販売部数を伸ばし、2011年2月〜5月で本編・外伝を合わせたシリーズ累計で160万部以上を売り上げている。
2011年9月からはアンソロジーコミックがストーリー漫画形式と4コマ漫画形式の2種類で刊行され、2012年6月より専門に扱った漫画雑誌『まんがタイムきらら☆マギカ』の発行を開始、同年10月から11月にかけて映画公開に合わせて新たに外伝作品が刊行された。
2013年には新作映画『[新編] 叛逆の物語』の公開に合わせて、同作のコミカライズの発行が11月・12月・翌年2014年1月の計3回に渡って行なわれた。また関連誌において外伝作品が新規連載されることが、『まんがタイムきらら☆マギカ』第9号および公式ウェブサイトにて発表されている。
このほか、外伝ゲーム作品『マギアレコード 魔法少女まどか☆マギカ外伝』のコミカライズ作品が『まんがタイムきららフォワード』2018年10月号より連載、同作品のアナザーストーリーのコミカライズ作品が芳文社の漫画配信サイト「COMIC FUZ」で2019年5月22日より連載されている。なお、『マギアレコード』関連の漫画作品については「マギアレコード 魔法少女まどか☆マギカ外伝#漫画」も参照。

## コミカライズ版
ハノカゲによる、テレビアニメ版本編のコミカライズ作品『魔法少女まどか☆マギカ』が、2011年2月12日から5月30日にかけて描き下ろしコミックとして刊行された。全3巻。全12話という構成も含め、基本はテレビアニメ版の物語を忠実に漫画化しているが、執筆はテレビアニメ版が具体的な形になる前から進められたため、テレビアニメ版よりも虚淵玄の脚本や蒼樹うめのキャラクター原案に近い部分もある。
2021年11月・12月にはテレビアニメ放送開始10周年記念プロジェクトの一環として、上下巻構成に編集し直し、大幅な加筆修正を行った新装版が発行された。

### 原作とコミカライズ版の相違点
本作品では台本化以前のセリフが脚本に忠実なかたちで再現されているが、その反面、テレビアニメ版の絵コンテ段階で設定された内容を反映できていないことに起因する描写の差異が存在する。また、テレビアニメ版とコミカライズ版の双方で、共通の脚本を基にした内容の取捨選択や独自の場面の追加が行われており、一方で語り切れなかった内容をもう一方が補完している個所もある。具体的な設定の違いについては単行本あとがきや雑誌記事、著者のTwitterでの言及があり、以下に主なものを示す。
- テレビアニメ版では無表情であったキュゥべえの表情が、コミカライズ版では変化に富んだものとなっており[15]、目の描き方が違うこともあって印象の異なるものとなっている[11]。ただしこれは人間との対話を円滑にするための擬似的なものであるとも設定されており、本性を現すと無表情になり目の表現も変化する[15]。これらの描写は、虚淵や蒼樹による初期設定が反映されたものであるとされる[11][17]。
- 魔法少女たちの武器はコミカライズ版独自の形状となっており[18][19]、ギミックの設定にもテレビアニメ版との差異がある[15]。コミカライズ版では、ほむらの盾の形状はひし型、さやかの剣は護拳のない両刃の直剣、杏子の槍は穂先が十字架をモチーフ[15]とした形状で、最終話におけるまどかの弓は翼状の装飾がついたものとなっている。ソウルジェムの外見にも違いがあり[11]、色や装着形態での形状が初期に発表された画稿[20][21]に準じたものとなっている。
  - テレビアニメ版で描かれた、マミが無数の単発銃を同時に扱って戦うという設定は脚本段階になかったため[22][23][11]、脚本を元に書かれたコミカライズ版第1巻では常に1丁のみで銃を扱っている[24][25]。ただし著者のハノカゲはこれを作品に反映できなかったことに未練があったといい[26]、マミがほむらの回想として再登場した際にはテレビアニメ版の設定に歩み寄った描写がされた[15]。なお第1巻の初版では必殺技の名前も異なっていたが[27]、後の版で修正された。
  - 杏子の槍についても、柄の部分が多節棍へと変化するという設定は脚本段階になかったが[28][11][29]、これについては第2巻の出版前に描き直しを行っている[11]。ただしコミカライズ版ではテレビアニメ版と異なり、多節棍ではなく鎖状の鞭に変化するというギミックの差異がある[15]。
- 戦闘の描写はコミカライズ版独自の解釈で描かれている。これは脚本段階では戦闘の具体的な内容がほとんど決まっていなかったことや[11]、第3巻以降で絵コンテの内容が反映できるようになった後も、限られたページ数の中で漫画独自の表現を模索した結果であるとしている[15]。
  - テレビアニメ版では魔女や結界内の描写にコラージュの技法が用いられていたのに対し、コミカライズ版では原案を元に漫画用のアレンジが行われている[18]。
  - テレビアニメでは第1話冒頭でまどかが見た夢の中に、最強の魔女「ワルプルギスの夜」のシルエットが登場しているが、コミカライズ版の第1話冒頭ではその姿が曖昧にされている。これは脚本段階ではこの魔女が物語の「ラスボス」であることが最初から決まっていたものの、その姿については劇団イヌカレーによるデザインが完成していなかったためである[30][注 2]。
  - 第11話における、ワルプルギスの夜との最終決戦の内容にも違いがある[16]。テレビアニメ版では戦いの内容をエスカレートする方向で脚本からの改編が行われており[31]、数多くの現代兵器が決戦に用いられているが、大半はコミカライズ版では用いられない。一方、コミカライズ版ではワルプルギスの夜が引き連れている使い魔との戦いに紙幅が割かれており、使い魔たちは劇中で戦死したさやか、マミ、杏子の3人の姿で現れる。この使い魔たちの姿は絵コンテ段階の設定が反映されたものである[32]。
- テレビアニメ版で描かれた、ガラス張りの学校教室や特異なほむらの家の内装といった背景描写はコミカライズ版では反映されておらず、脚本段階の設定に沿った描写がされている[33][17]。脚本段階におけるほむらの部屋は、「中核派のアジト」をイメージした[34]、廃屋のような木造アパートの6畳間という設定で[35]、コミカライズ版でも畳敷きの和室として描かれている。
- 最終話のエピローグの内容も異なる[16][36]。テレビアニメ版ではエンドロールと英文のメッセージを挟んで、ほむらが魔獣の群れに立ち向かっていくという場面が場所や状況を変えて2度描かれるのに対し、コミカライズ版ではこれらが同一の状況として統合されており[注 3]、英文の後のエピローグは最初の時間軸で出会った当時の姿のほむらとまどかが、永遠の友情を約束するという状況で締め括られている。

### 書誌情報（コミカライズ版）
- Magica Quartet（原作） / ハノカゲ（作画） 『魔法少女まどか☆マギカ』 芳文社〈まんがタイムKRコミックス〉、全3巻[37]
  1. 2011年2月27日初版発行（2月12日発売）、ISBN 978-4-8322-7990-2
  2. 2011年3月27日初版発行（3月12日発売）、ISBN 978-4-8322-4003-2
  3. 2011年6月14日初版発行（5月30日発売）、ISBN 978-4-8322-4014-8
- Magica Quartet（原作） / ハノカゲ（作画） 『魔法少女まどか☆マギカ【新装完全版】』 芳文社〈まんがタイムKRコミックス〉、全2巻
  - 上巻 - 2021年11月26日発売、ISBN 978-4-8322-7327-6
  - 下巻 - 2021年12月25日発売、ISBN 978-4-8322-7337-5

## 新編コミカライズ版
テレビアニメ版のコミカライズを手がけたハノカゲによる『劇場版 魔法少女まどか☆マギカ[新編] 叛逆の物語』のコミカライズ版が、2013年11月12日発売の1巻から3ヶ月連続で発行された。基本的には劇場版の展開に忠実に沿った作画であり、キャラクターその他の容姿も準じているが、一部に細かい相違がある。

### 書誌情報（新編コミカライズ版）
- Magica Quartet（原作） / ハノカゲ（作画） 『劇場版 魔法少女まどか☆マギカ [新編] 叛逆の物語』 芳文社〈まんがタイムKRコミックス〉、全3巻[38]
  1. 2013年11月27日初版発行（11月12日発売）、ISBN 978-4-8322-4369-9
  2. 2013年12月27日初版発行（12月12日発売）、ISBN 978-4-8322-4380-4
  3. 2014年1月25日初版発行（1月10日発売）、ISBN 978-4-8322-4394-1

## 魔法少女まどか☆マギカ 〜The different story〜
ハノカゲによるスピンオフ作品。2012年8月9日に発行された『まんがタイムきらら☆マギカ』第2号において発行が発表され、全3巻が刊行された。
巴マミを物語の中心に据えて、上巻ではBD/DVD第5巻特典ドラマCD「フェアウェル・ストーリー」を元にハノカゲが脚色を施した内容となっており、上巻終盤以降より本編第3話でマミが生き残ったという設定の元で本編の内容に沿ったかたちでオリジナルのストーリーを展開している。また、作画面においても、アニメ本編のビジュアルに準拠している。

### あらすじ（The different story）
巴マミは見滝原で魔法少女として一人で魔女退治をしていたが、ある日隣町の風見野から魔法少女になったばかりの佐倉杏子がやってくる。杏子はマミに弟子にして欲しいと頼み、二人はコンビを組んで行動するようになる。しかし、杏子が魔法少女であることが父親に知られ、それが発端となって家庭は崩壊、自身も特有の能力である幻惑魔法が使えなくなる。そして考え方を変えた杏子はマミと対立、戦いの末マミの元から離れていった。
それからしばらくしたある日。マミは鹿目まどかに呼び出され、美樹さやかと杏子の争いに割って入った。お菓子の魔女との戦いで危機に陥っていたマミを、契約したばかりのさやかが救っていたのである。マミはさやか、そしてまどかと共に行動するようになり、見滝原に戻ってきた杏子は1人で行動をとりつつ、暁美ほむらとワルプルギスの夜を倒すため結託しようとする。そうした中、親友の志筑仁美が魔女に魅入られていたのを知っていたさやかは、その魔女との戦いでマミが苦戦したことは自分が原因であると自分を責めるようになりマミとはコンビを解消、さらに上条恭介の腕を治したのがさやかの願いであると本人に知られ苦悩する。
そして苦悩の末にさやかは魔女と化し、マミはさやかを救えなかったと自分を責め、苦悩するようになる。そして自ら覚悟を決めて魔女に戦いを挑もうとするが、そこで杏子と対峙し、激突することとなる。

### 書誌情報（The different story）
- Magica Quartet（原案） / ハノカゲ（漫画） 『魔法少女まどか☆マギカ 〜The different story〜』 芳文社〈まんがタイムKRコミックス〉、全3巻
  - 「上」2012年10月27日初版発行（10月12日発売[39]）、ISBN 978-4-8322-4203-6
  - 「中」2012年11月3日初版発行（10月19日発売[40]）、ISBN 978-4-8322-4208-1
  - 「下」2012年11月27日初版発行（11月12日発売[41]）、ISBN 978-4-8322-4220-3

## 魔法少女まどか☆マギカ［魔獣編］
ハノカゲによるスピンオフ作品。2015年6月10日発行の『まんがタイムきらら☆マギカ』第20号から2016年10月8日発売の第28号まで連載された。全9話。テレビシリーズ最終話（映画後編）で一部描かれた、まどかによって改変された世界で魔獣と戦う魔法少女たちを新たなオリジナルストーリーとして描いている。また従来のスピンオフ作品・外伝作品と異なり、アニメ版の監督である新房昭之や異空間設計を手がけた劇団イヌカレーが制作に関わっている。新房昭之は「（最初の打ち合わせには宮本幸裕やアニメのプロデューサー陣、蒼樹うめが参加していた）くらいオフィシャル感が強いんです」と、劇団イヌカレーの泥犬は「ある程度、そのほかのスピンオフとは異なる、公式的な扱いにするつもりで立ち上げていた企画だと感じていました」と、それぞれ『まんがタイムきらら☆マギカ』のインタビューで語っている。3巻のコメントによると、時系列はアニメ版と『叛逆の物語』の間であり、最終話のキュゥべえは『叛逆の物語』に繋がる台詞を言っている。アニメ版や『叛逆の物語』の伏線回収や、掘り下げを目的にしている。

### 書誌情報（魔獣編）
- Magica Quartet（原案） / ハノカゲ（漫画） 『魔法少女まどか☆マギカ [魔獣編]』 芳文社〈まんがタイムKRコミックス〉、全3巻[43]
  1. 2015年12月12日発売、ISBN 978-4-8322-4640-9
  2. 2016年6月11日発売、ISBN 978-4-8322-4705-5
  3. 2016年12月12日発売、ISBN 978-4-8322-4779-6

## 魔法少女おりこ☆マギカ
ムラ黒江による外伝。アニメ終了後の2011年5月12日から2011年6月13日まで、描き下ろしコミックとして全2冊が刊行された。
アニメ本編と同じく見滝原を舞台にしており、新たな魔法少女、美国織莉子を中心に、杏子、マミ、ほむらといったテレビアニメ版の主要登場人物たちが関わっていくという物語。
本作品ではテレビアニメ版とは異なる独自の展開が描かれるが、その内容は「過ぎ去った時間軸」の物語として位置づけられ、テレビアニメ版第10話で描かれた、時間操作の魔法で同じ1か月間をやり直し続けているほむらのループの途上で起こった物語という体裁になっている。テレビアニメ版の登場人物には本編と違ったかたちで光を当てることも意図されており、主人公とされる織莉子はテレビアニメ版の主要登場人物と敵対する立場で登場する。
本編と比較すると、作風のみならず、画風もダークでショッキングなものとなっている。ムラ黒江自身のTwitterには、「登場人物の身体の切断面をリアルに描いたらNGを出された」という旨のツイートもあった。
本作品の番外編として『まんがタイムきらら☆マギカ』第2号、第3号に『魔法少女おりこ☆マギカ〜noisy citrine〜』が、第5号から第7号に『魔法少女おりこ☆マギカ〜symmetry diamond〜』が掲載、この掲載分に描き下ろし分を加えた単行本が2013年9月12日に発行された。また、第10号からは本編と同じ時間軸の物語を新たに描きなおした『[新約] 魔法少女おりこ☆マギカ〜sadness prayer〜』が連載され、第30号で連載を終了後、単行本において描き下ろしで完結した。

### あらすじ（おりこ☆マギカ）

#### おりこ☆マギカ本編
キュゥべえと契約し魔法少女となった美国織莉子は、自らの魔法の力で自分の運命を見聞きした結果、未来の見滝原の破壊と、そこに誕生する「誰にも倒せない」絶対的な存在を知る。その未来を変えることを決意した織莉子は、1人の少女に着目し、キュゥべえに「とてもいい魔法少女の素体がいる」と告げる。
一方、見滝原にやってきて魔女を倒した杏子は、両親が魔女に殺された少女、千歳ゆまと出会う。孤児になったゆまは杏子になつき、杏子もゆまをかつて亡くなった自分の妹に重ねて見るようになる。
そうした中、見滝原では魔法少女が魔法少女によって殺される「魔法少女狩り」が横行していた。この事件に杏子とゆま、見滝原を守るために戦うマミ、まどかが魔法少女にならないよう寄り添うほむら、彼女たちが巻き込まれることになる。

#### noisy citrine
呉キリカがキュゥべえと契約し魔法少女になったばかりのころのこと。いまだに織莉子に想いを伝えられないキリカの姿を、見滝原に戻ってきたかつての幼なじみ、間宮えりかが見かける。想いを伝えられないわだかまりと引きずったままの過去の記憶を抱えていたキリカはえりかと再会するが、過去の出来事を思い出しえりかを突き放してしまう。何でもなんてできない、困難はあるとキリカが思っているその最中、えりかは魔女に捕らわれることとなる。

#### symmetry diamond
織莉子とキリカはワルプルギスの夜を打倒するためコンビを組んで行動しているが、織莉子は予知魔法をコントロールできず、辺り構わず予知しただ魔力を消費する状態にあった。そんなある日の夜、織莉子が一人で出歩いていると、公園で一人の少女と出会い、お茶を与え話をするが、別れた直後、その少女－ゆまが母親によって殺されるというニュースを見る光景を予知する。
そのころ、キュゥべえと再会した優木沙々は、他の魔法少女よりも強いことを示し、見滝原を自らの縄張りにしようと、手始めにキリカと戦い、そして織莉子を倒そうと接触する。その後ゆまに危機が訪れていると察知した織莉子だが、途中で出会った沙々が命を狙おうとしていた。

#### 新約おりこ☆マギカ〜sadness prayer〜
キュゥべえとの契約で「誰にも倒せない」魔女のヴィジョンを見た織莉子であったが、未だ能力の制御は不安定。一方の学校生活も、父の不名誉な死が切っ掛けで以前とは反対に針のむしろ状態ながら、人類滅亡の回避に意識を傾けていたこともあって、どこ吹く風といった感じに受け流す日々が続いていた。そんな織莉子に腹立ちを覚えて突っかかる浅古小巻は、自身も織莉子に対立する姿勢を見せるものの、他の影でこそこそと織莉子を侮蔑する輩を非難し、自身は真っ向正面から織莉子に対峙することを貫いており、織莉子もそのことをまっすぐとした良いあり方と感じていたが、ある日織莉子は浅古小巻が魔法少女として魔女と戦う場に遭遇する。
そして織莉子も「誰にも倒せない」魔女が鹿目まどかだということを知っていたが、彼女を殺害してはたしてそれで全て解決するのかと苦悩していた。

### 書誌情報（おりこ☆マギカ）
- Magica Quartet（原案） / ムラ黒江（漫画） 『魔法少女おりこ☆マギカ』 芳文社〈まんがタイムKRコミックス〉、全2巻[44]
  1. 2011年5月27日初版発行（5月12日発売）、ISBN 978-4-8322-4016-2
  2. 2011年6月28日初版発行（6月13日発売）、ISBN 978-4-8322-4036-0

- Magica Quartet（原案） / ムラ黒江（漫画） 『魔法少女おりこ☆マギカ [別編]』 芳文社〈まんがタイムKRコミックス〉、2013年9月27日初版発行（9月12日発売[51]）、ISBN 978-4-8322-4348-4

- Magica Quartet（原案） / ムラ黒江（漫画） 『[新約] 魔法少女おりこ☆マギカ 〜sadness prayer〜』 芳文社〈まんがタイムKRコミックス〉、全4巻[52]
  1. 2015年2月27日初版発行（2月12日発売）、ISBN 978-4-8322-4528-0
  2. 2015年12月27日初版発行（12月12日発売）、ISBN 978-4-8322-4643-0
  3. 2016年12月27日初版発行（12月12日発売）、ISBN 978-4-8322-4780-2
  4. 2017年8月25日初版発行（8月10日発売）、ISBN 978-4-8322-4862-5

## 魔法少女かずみ☆マギカ 〜The innocent malice〜
原案：Magica Quartet、原作：平松正樹、作画：天杉貴志による外伝。『まんがタイムきららフォワード』2011年3月号から2013年1月号まで連載された。
見滝原とは別の街「あすなろ市」に住む魔法少女かずみを中心として描かれた物語で、魔法少女やその契約と使命、ソウルジェムなどの基本概念は本編と同様ではあるが、人間の悲しみや絶望、憎悪に付け入ってその人間を魔女化させるなど、本編との設定の差異が見られる。サブタイトルは、直訳すると「無邪気な悪意」となる。
原作者の平松によれば、本編の作品世界の否定を切り口とし、一見すると本編と相違や矛盾のある設定を描きつつも、逆説的な形で本編の設定と繋がっていくような方向性の作品を意図したという。平松は第5巻の後書きでこのことについて書いており、それによれば、企画開始時に「『まどか』本編のキャラクターを絡ませない外伝」というオーダーを受けたものの、テレビシリーズは魔法少女というシステムに対する一つの明確な答えを提示して終わっており、この時点で「まどかの意志をないものにしたり覆したりするようなことはしない」と決めている。その上で「本編で全てのことが語られているのならば、それを逆手に取ろう」と、魔法少女の秘密を知った子たちが「絶望」ではなく「怒り」を抱き、そのシステムに反抗し、新たなシステムを作るもそれが崩壊していく過程で真実を明かしていくという、「マギカ世界＝キュゥべえの否定」を切り口にすることで、逆説的に本編＝まどかの物語と構造を同じにできると考えたとしている。
魔法少女たちの友情物語という要素を前面に押し出し、魔法少女同士の集団戦や技名の設定された必殺技など、オーソドックスな魔法少女ものとしての要素が色濃い作風になっている。第1話〜第3話（コミックス一巻）まではプロローグであり、本編と異なる穏やかな話であったが、第4話以降から本当の物語が開幕することになる。

### あらすじ（かずみ☆マギカ）
少女は気がつくと、暗闇の中にいた。物音がして出てみると、自分が閉じ込められていたらしきトランクと知らない部屋に、見たことのない男がいた。自分も裸のままトランクに閉じ込められていたようで、「かずみ」という名前以外の記憶をなくしていた。
自分を探しにやってきた2人の少女・海香とカオルに出会ったかずみは彼女たちと共に家に戻って共同生活を始めるが、ある事件に巻き込まれたことで記憶の断片を取り戻し、自分が魔法少女であったことを思い出す。
その後かずみはかつて一緒に戦っていたという魔法少女たちのチーム「プレイアデス聖団」の面々と出会い、彼女たちと共に魔女と戦うことになった。しかしある日、プレイアデス聖団に恨みを持つ1人の魔法少女が現れたことから、かずみは過酷な運命に巻き込まれていくことになる。

### 用語
魔女モドキ
正式名は不明。イーブルナッツが埋め込まれた人が、負の感情につけ込まれて変貌した姿。魔女とは性質が異なり、変貌した人間は倒されても生存している。本作品では強い出世欲に苛まれた刑事の美佐子、自らの肌を顧みない女子高生たちに失望した化粧品販売員の京香の2人が該当する。
イーブルナッツ
聖カンナがニコの「再生成」の力と海香の分析魔法を組み合わせることで産み出したグリーフシードに似た形をした「悪意の実」。魔女の力を模倣した偽物だが、魔力は強く人にも影響する。ユウリはこれを使って魔女モドキを生み出している。あすなろ市で出回っている。

### 書誌情報（かずみ☆マギカ）
- Magica Quartet（原案） / 平松正樹（原作） / 天杉貴志（画） 『魔法少女かずみ☆マギカ 〜The innocent malice〜』 芳文社〈まんがタイムKRコミックス〉、全5巻[54]
  1. 2011年5月27日初版発行（5月12日発売）、ISBN 978-4-8322-4028-5
  2. 2011年10月27日初版発行（10月12日発売）、ISBN 978-4-8322-4071-1
  3. 2012年3月27日初版発行（3月12日発売）、ISBN 978-4-8322-4122-0
  4. 2012年9月27日初版発行（9月12日発売）、ISBN 978-4-8322-4193-0
  5. 2013年1月27日初版発行（1月12日発売）、ISBN 978-4-8322-4247-0

### 評価
タレントの壇蜜は2013年1月当時のインタビューにて、読んでいる漫画作品の一つとして本作品を挙げており、「ひとりの女の子のために何度もやり直して、魂と引き換えにしてでも支えるっていうのは、ちょっとうらやましい。だけど、やり直すことができても、もっとつらいことが待っているという展開が、自分にはちょっとした快感なのかもしれない。現実にはやり直せないことやレールが敷かれていることを、より肯定的に意識させられた気がする」と評価している。

## 魔法少女たると☆マギカ The Legend of "Jeanne d'Arc"
枡狐と蛙空による外伝作品。『まんがタイムきらら☆マギカ』第10号から第30号まで連載された。ジャンヌ・ダルクが魔法少女だったという設定の下、ジャンヌの生涯を魔法少女の物語として描く。

### あらすじ（たると☆マギカ）
1431年5月30日のフランス・ルーアン市内のヴィエ・マルシェ広場の処刑場でジャンヌ・ダルクは「魔女」として火刑に処される中、ソウルジェムを握りしめ、「魔法少女タルト」として母国のために敵国と、敵魔法少女たちと戦った日々を思い出していた。
百年戦争の連合イングランド軍との激戦の中、タルトたち4人の魔法少女は戦争に勝利をもたらし、領土を奪い返すべく戦いを繰り広げ、敵国の中にも存在する魔法少女たちと闘いを繰り広げていた。平和を願いキューブ（インキュベーター）と契約をしたタルトであったが、それは同時に自身に破滅をもたらす苦難の道のりでもあった。

### 設定
百年戦争時のフランスを舞台とし、史実に沿って物語が展開されており、魔法少女以外の登場人物も実名のまま史実に沿って活躍している。なお、魔法少女たちはソウルジェムがグリーフシードへ、そして魔女になることを知っており、戦争に勝利をもたらすためだと覚悟してキューブと契約している設定になっている。

### 書誌情報（たると☆マギカ）
- Magica Quartet（原案） / 枡狐・蛙空（漫画） 『魔法少女たると☆マギカ The Legend of "Jeanne d'Arc"』 芳文社〈まんがタイムKRコミックス〉、全5巻[56]
  1. 2014年6月27日初版発行（6月12日発売）、ISBN 978-4-8322-4452-8
  2. 2015年2月27日初版発行（2月12日発売）、ISBN 978-4-8322-4527-3
  3. 2015年12月27日初版発行（12月12日発売）、ISBN 978-4-8322-4642-3
  4. 2016年5月27日初版発行（5月12日発売）、ISBN 978-4-8322-4694-2
  5. 2017年4月27日初版発行（4月12日発売）、ISBN 978-4-8322-4823-6

## 魔法少女すずね☆マギカ
GANによる外伝作品。描き下ろし単行本として第1巻が2013年11月12日に発行、それ以降のストーリーが『まんがタイムきららフォワード』2014年1月号から2015年1月号にかけて連載された。ホオズキ市で仲良く暮らし、魔法少女としての職務をこなしながら学校生活を楽しむ少女4人と、普段は笑顔で暮らしているが、実は彼女たちを狙う魔法少女の暗殺者・天乃鈴音を中心に描く。

### あらすじ（すずね☆マギカ）
ホオズキ市では女子中学生が立て続けに殺されるという連続殺人事件が発生していた。同市にある茜ヶ咲中学校に通う生徒の間では、夜中一人で人気のないところを歩いていると鈴の音が聞こえ、どこからともなく現れたコートを来た女に名前を聞かれ、それに答えると刃物でずたずたにされて殺されるという「切り裂きさん」と呼ばれる都市伝説がまことしやかに囁かれていた。
茜ヶ咲中に通い学校生活を謳歌しながら魔法少女としての職務を果たしている奏遥香、日向茉莉、詩音千里、そして成見亜里紗の4人は魔女の結界があるか街をパトロールするが、その際に出会った転校生の天乃鈴音と遭遇、千里が殺害されてしまう。そして彼女が自分たちと同じ魔法少女であるとともに、「切り裂きさん」の正体、殺人事件の犯人であると分かる。キュゥべえによれば鈴音は優秀な魔法少女だったが、あるころから魔法少女を狙う暗殺者となってしまったという。
自らの行動は間違っていないと信念を貫く鈴音、千里の仇を取るため鈴音を追う亜里紗、遥香たちのチームに属しながらクラスメイトの立場として鈴音を心配し彼女の凶行を止めさせようとする茉莉、千里を見捨てたと気に病む遥香、それぞれの想いが交錯する。

### 書誌情報（すずね☆マギカ）
- Magica Quartet（原案） / GAN（漫画） 『魔法少女すずね☆マギカ』 芳文社〈まんがタイムKRコミックス〉、全3巻[57]
  1. 2013年11月27日初版発行（11月12日発売）、ISBN 978-4-8322-4370-5
  2. 2014年7月10日初版発行（6月25日発売[注 6]）、ISBN 978-4-8322-4451-1
  3. 2014年12月27日初版発行（12月12日発売）、ISBN 978-4-8322-4502-0

## 巴マミの平凡な日常
あらたまいによるスピンオフ作品。魔法少女が死なずに歳をとったらどうなるのかをコンセプトに、アラサーで独身の巴マミの日常生活を描いた作品で、本編の登場人物、舞台、キャラ設定の一部がそのまま引き継がれている。
元々は作者が同人誌として発行していた物だったが、設定を一部変更した上で『まんがタイムきらら☆マギカ』で連載を開始、定期刊行終了後は『まんがタイムきららフォワード』に移籍して連載を継続している。2023年現在、既刊10巻。

### 書誌情報（巴マミの平凡な日常）
- Magica Quartet（原案） / あらたまい（漫画） 『巴マミの平凡な日常』 芳文社〈まんがタイムKRコミックス〉、既刊10巻（2023年10月12日現在）[59]
  1. 2013年10月12日発売、ISBN 978-4-8322-4358-3
  2. 2014年8月11日発売、ISBN 978-4-8322-4468-9
  3. 2015年12月12日発売、ISBN 978-4-8322-4641-6
  4. 2017年4月13日発売、ISBN 978-4-8322-4824-3
  5. 2018年5月11日発売、ISBN 978-4-8322-4945-5
  6. 2019年3月12日発売、ISBN 978-4-8322-7074-9
  7. 2019年12月12日発売、ISBN 978-4-8322-7141-8
  8. 2020年11月12日発売、ISBN 978-4-8322-7226-2
  9. 2021年12月10日発売、ISBN 978-4-8322-7328-3
  10. 2023年10月12日発売、ISBN 978-4-8322-7491-4

## アンソロジーコミック

### 魔法少女まどか☆マギカ アンソロジーコミック
- Magica Quartet（原案） 『魔法少女まどか☆マギカ アンソロジーコミック』 芳文社〈まんがタイムKRコミックスフォワードシリーズ〉、全5巻[60][61]
  1. 2011年9月27日初版発行（9月12日発売）、ISBN 978-4-8322-4064-3
    - 参加作家 - 蒼樹うめ、天杉貴志、ジェームスほたて、ムラ黒江、小波ちま、千葉サドル、ハノカゲ、霜月絹鯊、ざら、橘あゆん、ミズタマ、コバヤシテツヤ、鈴城芹、志摩時緒、前田理想、カザマアヤミ、KAKERU、はしもとしん、山根真人、大井昌和、水本正、鶴淵けんじ、あfろ、kashmir、大沖、小梅けいと

  2. 2012年3月27日初版発行（3月12日発売）、ISBN 978-4-8322-4123-7
    - 参加作家 - 蒼樹うめ、娘太丸、仏さんじょ、皆村春樹、ぱん、みやびあきの、牛木義隆、関谷あさみ、ムラ黒江、るい・たまち、都桜和、天杉貴志、黎明ネルトリンゲン、荒井チェリー、あどべんちゃら、卯花つかさ、akka、ぷらぱ、方密、助兵器、ソウマトウ、鴻巣覚、name

  3. 2012年11月27日初版発行（11月12日発売）、ISBN 978-4-8322-4219-7
    - 参加作家 - 蒼樹うめ、えれっと、ひげ、むりりん、唐辛子ひでゆ、井藤ななみ、菅野マナミ、あづち涼、吉冨昭仁、梅田阿比、大井昌和×巻、あんねこ、水あさと、ミズタマ、ヤマザキコレ、しろいはくと、おから、インコ、ぽかちゅ、竹本泉

  4. 2013年7月27日初版発行（7月12日発売）、ISBN 978-4-8322-4321-7
    - 参加作家 - 蒼樹うめ、CUTEG、藤ちょこ、あゆや、星屑七号、茶麻、須河篤志、ふみふみこ、松本ひで吉、今井哲也、大朋めがね、藤こよみ、セレビィ量産型、めの、まりりん、島崎無印、永深ゆう、なきお、甘党、君野朋成、ノッツ

  5. 2014年6月27日初版発行（6月12日発売）、ISBN 978-4-8322-4450-4
    - 参加作家 - 蒼樹うめ、nauribon、Anmi、U35、ユイザキカズヤ、乃花タツ、種田優太、伊藤いづも、なつきゆう、浪咲ゆか、ぼるぴっか、うさ城まに、右左もりもり、花咲まにお、柊タイガー、桃屋チカ、ヒナユキウサ、とめきち、おおのいも、てるうぃ

### 魔法少女まどか☆マギカ 4コマアンソロジーコミック
- Magica Quartet（原案） 『魔法少女まどか☆マギカ 4コマアンソロジーコミック』 芳文社〈まんがタイムKRコミックス〉、全4巻[62]
  1. 2012年8月10日初版発行（7月26日発売）、ISBN 978-4-8322-4176-3
    - 参加作家 - 原悠衣、カヅホ、むねきち、ちょぼらうにょぽみ、富岡二郎、月神るな、ユンケル、さくやついたち、CUTEG、ms、秋津たいら、津留崎優、火曜、筋肉☆太郎、ウロ、石見翔子、ハトポポコ、nyanya、GAN、青田めい、あんねこ、みさちゅう/Nash、あどべんちゃら、FBC、みじんこうか、てっけんとう

  2. 2012年9月10日初版発行（10月27日発売）、ISBN 978-4-8322-4215-9
    - 参加作家 - 黒田bb、Koi、ニリツ、こむそう、蜜桃まむ、華々つぼみ、H2SO4、倉澤もこ、パセリ、hatsuko、Anmi、八神健、忍、rin、湖西晶、リヨ、国道12号、水中花火、タチ、相瀬いづみ、枕辺しょーま、鈴城芹、秋津たいら、オゲ、鴨鳴アヒル、oh

  3. 2013年8月11日初版発行（7月27日発売）、ISBN 978-4-8322-4330-9
    - 参加作家 - ぽよよん♥ろっく、モタ、すか、えいひ、文倉十、すまき俊悟、三嶋くろね、種田優太、キチロク、えふぇ、柚木涼太、華々つぼみ、施川ユウキ、おーみや、ms、くろば・U、オトウフ、井上かーく、ぺけ、そと、やとさきはる、みずみ、こるり

  4. 2013年10月26日発売、ISBN 978-4-8322-4366-8
    - 参加作家 - koi、茶麻、ハトポポコ、榛名まお、水無月徹、アマガイタロー、蒲焼鰻、桑島黎音、南方純、おかだアンミツ、POO、るい・たまち、凪庵、鈴城芹、榊、助兵器、はんざわかおり、tugeneko、フクハラマサヤ、軍島曹一郎、浪咲ゆか、ねこみんと、北斗、器械

## まんがタイムきらら☆マギカ
『魔法少女まどか☆マギカ』を専門に扱う漫画雑誌として2012年6月8日に創刊した。これまでの漫画展開を担ってきた『まんがタイムきららフォワード』ではなく、姉妹誌の『まんがタイムきららキャラット』の増刊として発行されている。ただし本誌連載作品がゲスト作品として『きららフォワード』に掲載されることがある。基本は偶数月に発行する隔月刊誌だが、2013年10月から12月は劇場版新編公開にあわせて3か月連続刊行を行っている。
掲載漫画作品は『まどか☆マギカ』のアンソロジーコミックが掲載されており、目次においても「本誌内のコミックは全て「魔法少女まどか☆マギカ」を原作としたアンソロジー作品となっております。」という注意書きがなされている。また、巻頭カラーページには「まど☆ナビ」という情報ページがあり、アニメや関連作品の最新情報、主要スタッフ・声優のインタビュー記事、読者コーナー「まど☆ナビパーティー」が掲載されている。
2017年2月9日発行の第30号を持って定期刊行を終了、今後は不定期刊行される予定となっている。連載作品のほとんどはこの号で終了し、『[新約] 魔法少女おりこ☆マギカ〜sadness prayer〜』『おいでよ!マギカ堂書店』は同年夏発行された単行本において描き下ろしで続きが掲載、『巴マミの平凡な日常』は『まんがタイムきららフォワード』に移籍し2017年5月号より隔月、2018年1月号より毎月連載されている。

### 連載作品
一部作品は簡単な概要を紹介する。
- すてマ!〜魔法少女拾いました〜/〜魔法少女拾わされました〜（山田石人、Vol.1〜）
- 魔法少女部まどか☆マギカ（ヒゲ、Vol.1〜）
見滝原中学校魔法少女部の5人がさまざまなトラブルに立ち向かう。
- 魔法少女ほむら☆たむら〜平行世界がいつも平行であるとは限らないのだ〜（あfろ、Vol.1〜）
ほむらが時間遡行を繰り返すたびに、様々な平行世界に行ってしまうという4コマ漫画。
- ぽむ☆マギ（九十九、Vol.1〜Vol.29）
- まどか☆えんがわ（PAPA、Vol.1〜Vol.28）
もし5人の魔法少女が家族だったら…を描いたホームドラマ風漫画。
- みたきはら幼稚園まほう組（linco、Vol.1〜）
ほむらが時間逆行したら幼稚園時代だった。しかし、マミは保育士でキュゥべえは園長という癒し系漫画。
- 巴マミの平凡な日常（あらたまい、Vol.1〜）
- 見滝原☆アンチマテリアルズ（みゃま、Vol.1〜）
暁美ほむらと巴マミの同居生活を中心に日常を描く。
- ふわっとまどか（青田めい、Vol.4〜）
- かなめけ（みさちゅう/Nash、Vol.9〜）
- 魔法少女たると☆マギカ The Legend of "Jeanne d'Arc"（枡狐/蛙空、Vol.10〜）
- [新約] 魔法少女おりこ☆マギカ〜sadness prayer〜（ムラ黒江、Vol.10〜）
- 魔法少女まどか☆マギカ [魔獣編]（ハノカゲ、Vol.20〜）

#### 連載終了
- くるほむ（みさちゅう/Nash、Vol.1〜2）
- 魔法少女まどか☆マギカ ほむらリベンジ!（枡狐/蛙空、Vol.1〜9）
ほむらがまどかと共に時間遡行の魔法を使い、二人とも以前の時間軸の記憶を保持したままもう一度世界をやり直す。
- カフェ☆グリーフシードへようこそ!（陽菜コトリ、Vol.1〜9）
- 魔法少女おりこ☆マギカ　〜noisy citrine〜（ムラ黒江、Vol.2〜3）
- 魔法少女おりこ☆マギカ　〜symmetry diamond〜（ムラ黒江、Vol.5〜7）

### 読切作品
- ほむらの休日（原悠衣、Vol.1）
- 魔法少女病（Koi、Vol.1）
- 集まれ!まどか☆マギカ学園!（熊ジェット、Vol.1）
- ゲームオーバー〜もう誰にも頼らない〜（ほた、Vol.1）
- 魔法少女きらら☆マギカ（シュガー、Vol.2）
- ベストパートナー!（桃屋チカ、Vol.2）
- 増える!（青田めい、Vol.3）
- 晩ご飯は幸せの味（井藤ななみ、Vol.3）
- キュゥべえの受難…（Hisasi、Vol.3）
- 食欲マミドモエ（川井マコト、Vol.4）
- 奇跡と魔法と後悔と（荒井チェリー、Vol.4）
- 雪うさぎと愉快な仲間たち（龍乃亮、Vol.4）
- だめほむ。〜彼女がメガネを外すまで〜（ざら、Vol.5）
- ○○なキュゥべえ（仏さんじょ、Vol.5）
- まどかのとなり（コト、Vol.5）
- パフォーマンスガール（橘あゆん、Vol.6）
- 笑顔とオバケと炭酸飲料。（龍乃亮、Vol.6）
- 僕のために絶望してよ!（ハノカゲ、Vol.7）
- ナイトダイバー（袴田めら、Vol.7）
- ほむらさんのとある叛逆（里好、Vol.8）
- 貴方と私と彼女と（霜月絹鯊、Vol.8）
- 杏子とわんこ（島崎無印、Vol.8）
- ハッピーバースデイ（コト、Vol.9）
- バイキング日和!（カザマアヤミ、Vol.10）
- まどからしさ（めの、Vol.10）
- ミタキハラ魔法少女 女子会トーク!（まろ、Vol.11）
- 人魚姫はわかってくれない（七路ゆうき、Vol.11）
- ある時の二人（クール教信者、Vol.12）
- クラスのみんなには内緒だよっ（こるり、Vol.12）
- ギブユースイート（ハノカゲ、Vol.13）
- 魔法少女の日常（ヒジキ、Vol.13）
- ありのままで（卯花つかさ、Vol.14）
- 杏色の明かな夏（ハジメカナメ、vol.15）
- 特訓朝飯前!（滝島朝香、Vol.15）
- ほむらの華麗なハイキング計画（ちろり、Vol.16）
- 怪盗少女暁美☆ほむら（クマノイ、Vol.16）
- わんこと迷える少女たち（枕辺しょーま、Vol.17）
- キュゥタクロースがやってきた!（キキ、Vol.17）
- 家事手伝い（すきま、Vol.18）
- 普通少女まどか（井上かーく、Vol.18）
- 名探偵佐倉杏子の事件簿（都桜和、Vol.18）
- よけいなおせわ（ズタマ、Vol.19）
- 私の一番の友達（藤こよみ、Vol.19）
- 美樹さやかは英雄譚に憧れる（コバヤシテツヤ、Vol.19）

### 書誌情報（まんがタイムきらら☆マギカ連載作品）
別途記載の作品を除く。
- 魔法少女まどか☆マギカ ほむらリベンジ!（漫画：枡狐 / 蛙空）全2巻[63]
  1. 2013年9月27日初版発行（9月12日発売）、ISBN 978-4-8322-4349-1
  2. 2013年12月12日発売、ISBN 978-4-8322-4381-1
- すてマ!（漫画：山田石人）全3巻[64]
  1. 2013年9月27日発売、ISBN 978-4-8322-4354-5
  2. 2015年2月27日発売、ISBN 978-4-8322-4533-4
- まどか☆えんがわ（漫画：PAPA）全3巻[65]
  1. 2013年9月27日発売、ISBN 978-4-8322-4355-2
  2. 2015年2月27日発売、ISBN 978-4-8322-4534-1
  3. 2016年12月27日発売、ISBN 978-4-8322-4784-0
- 見滝原☆アンチマテリアルズ（漫画：みゃま）[66]
  1. 2013年10月12日発売、ISBN 978-4-8322-4359-0
  2. 2015年4月11日発売、ISBN 978-4-8322-4557-0
- カフェ☆グリーフシードへようこそ!（漫画：陽菜コトリ）全1巻[67]
  - 2013年10月26日発売、ISBN 978-4-8322-4365-1
- 魔法少女ほむら☆たむら〜平行世界がいつも平行であるとは限らないのだ。〜（漫画：あfろ）[68][69]
  1. 2013年10月26日発売、ISBN 978-4-8322-4364-4
  2. 2015年5月27日発売、ISBN 978-4-8322-4573-0
  3. 2016年11月26日発売、ISBN 978-4-8322-4770-3
- みたきはら幼稚園まほう組（漫画：linco）全3巻[70]
  1. 2013年11月27日発売、ISBN 978-4-8322-4376-7
  2. 2015年4月27日発売、ISBN 978-4-8322-4549-5
- ぽむ☆マギ（漫画：九十九）全3巻[71]
  1. 2013年11月27日発売、ISBN 978-4-8322-4375-0
  2. 2015年4月27日発売、ISBN 978-4-8322-4548-8
  3. 2016年12月27日発売、ISBN 978-4-8322-4783-3
- 魔法少女部まどか☆マギカ（漫画：ヒゲ）全3巻[72]
  1. 2013年12月12日発売、ISBN 978-4-8322-4382-8
  2. 2015年3月12日発売、ISBN 978-4-8322-4541-9
  3. 2017年4月13日発売、ISBN 978-4-8322-4825-0
- ふわっとまどか（漫画：青田めい）[73]
  1. 2013年12月26日発売、ISBN 978-4-8322-4390-3
  2. 2015年4月27日発売、ISBN 978-4-8322-4565-5
  3. 2016年8月27日発売、ISBN 978-4-8322-4736-9
- かなめけ（漫画：みさちゅう／Nash）全2巻[74]
  1. 2015年2月27日発売、ISBN 978-4-8322-4535-8
  2. 2016年6月27日発売、ISBN 978-4-8322-4712-3